# Lithacodia plurioculata
Lithacodia plurioculata är en fjärilsart som beskrevs av Emilio Berio 1964. Lithacodia plurioculata ingår i släktet Lithacodia och familjen nattflyn. Inga underarter finns listade i Catalogue of Life.